# Aliso Viejo
Aliso Viejo est une municipalité du comté d'Orange située en Californie, aux États-Unis. Selon le recensement de 2010, Aliso Viejo avait une population totale de 47 823 habitants.

## Géographie
Aliso Viejo est située à 33°34' Nord, 117°43' Ouest. Selon le Bureau du Recensement, elle a une superficie de 26,5 km2.

## Personnes connues nées ou habitant à Aliso Viejo
- Farzad Bonyadi, joueur de poker professionnel
- William Freund
- Jim Gilchrist, homme politique
- McKayla Maroney, gymnaste artistique
- Alex Michelsen, joueur de tennis
- Toni Turner, auteur
- Carmen Vali-Cave, maire
- Karl Warkomski, conseiller municipal

## Démographie
| 1990  | 2000   | 2010   | - | - | - |
| ----- | ------ | ------ | - | - | - |
| 7 612 | 40 166 | 47 823 | - | - | - |